# ノメンターナ街道

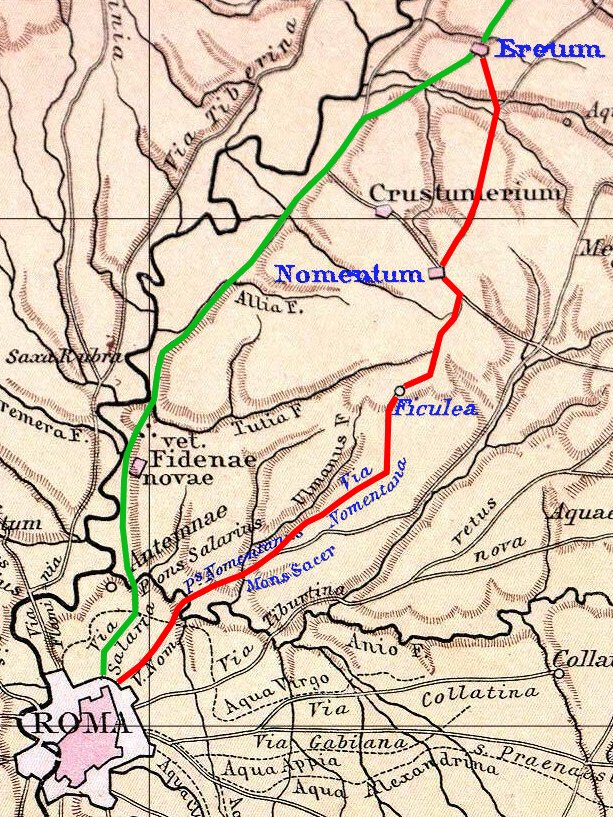
ノメンターナ街道（赤）とサラリア街道(緑)

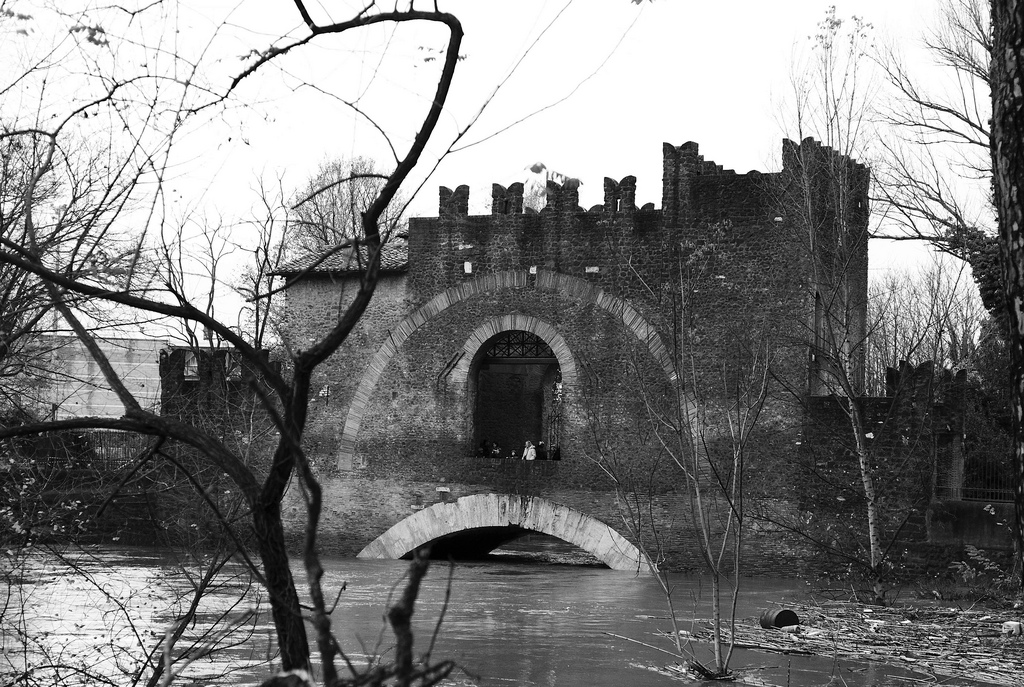
ノメンターナ街道にあるノメンターノ橋。2008年の洪水で水位が上がった状態の写真

ノメンターナ街道（Via Nomentana）は、イタリアにある古代ローマ街道の1つ。ローマから北東のノメントゥム（現在のメンターナ）まで、23kmの道のりである。
もともとは、ローマとラテン人の村フィクレア（Ficulea）とを結ぶ13kmの道であり、Via Ficulnensis という名で呼ばれていた。それがノメントゥムまで延長されたのだが、重要な街道にはならなかった。ノメントゥムから数km進んだエレトゥム（Eretum、現在のモンテロトンド付近）でサラリア街道と合流している。今ではメンターナまでは舗装された道路で置き換えられているが、かつてのローマ街道の舗装が何箇所かで残っている。
もともとはセルウィウス城壁のコッリーナ門（現存しない）を起点としていたが、3世紀の皇帝アルレリアヌスがアウレリアヌス城壁を作り、ノメンターナ門を起点とするようになった。教皇ピウス4世はノメンターナ街道の起点を移すことを決め、そのために新たにピア門が建設された。

## ローマ橋
この街道沿いのローマ橋 (Roman bridge) として、アニエーネ川を渡るノメンターノ橋が現存している。